# Péter Besenyei
Péter Besenyei (født 8. juni 1956 i Körmend) er en ungarsk kunstflyvningspilot og verdensmester i air racing. 

## Historie
Besenyei har det meste af sit liv beskæftiget sig med kunstflyvning og luftakrobatik med fly. I 2001 fløj han som den første under Kædebroen i Budapest, først i normal position, og derefter på hovedet. En manøvre som i dag er standard ved de fleste flyshow. 
Han var med til at opfinde Red Bull Air Race, som han vandt første år i 2003. I 2007 startede udviklingen af flyet Corvus Racer 540, som Besenyei for første gang brugte i konkurrence i juni 2010. Han trak sig tilbage fra mesterskabet efter 2015-sæsonen.